# Tranquillityite
La tranquillityite est un silicate de formule chimique (Fe2+,Ca)8(Zr,Y)2Ti3
(SiO4)3O4. Il est principalement composé de fer, d'oxygène, de silice, de zirconium et de titane, avec un peu d'yttrium et de calcium. Son nom vient de la Mare Tranquillitatis (Mer de la Tranquillité), l'endroit sur la Lune où il a été trouvé durant les missions Apollo 11 et 12 en 1969. Il a été identifié en 1971 et a été retrouvé sur les autres roches ramenées des missions Apollo suivantes. Avec l'armalcolite et la pyroxferroïte, il est l'un des trois minéraux découverts sur la Lune,. Des traces de tranquillityite ont été trouvées plus tard sur Terre dans le Nord-Ouest de l'Afrique, sur une météorite martienne.
La tranquillityite d'origine terrestre n'a été trouvée qu'en 2011, dans l'Ouest de l'Australie, dans des roches vieilles de plus d'un milliard d'années,,.